# Le Vieux-Marché
Le Vieux-Marché (bretonisch: Ar C’houerc’had) ist eine französische Gemeinde mit 1.276 Einwohnern (Stand 1. Januar 2022) im Département Côtes-d’Armor in der Region Bretagne. Sie gehört zum Arrondissement Lannion, zum Kanton Plestin-les-Grèves und ist Mitglied des 2015 gegründeten Gemeindeverbands Lannion-Trégor Communauté. Die Bewohner nennen sich Vieux Marchois(es).

## Geografie
Le Vieux-Marché liegt rund 14 km (Luftlinie) südlich der Kleinstadt Lannion im Norden der Bretagne.

## Geschichte
Die Gemeinde entstand im Jahr 1866 aus Teilen der bisherigen Gemeinde Plouaret.

## Bevölkerungsentwicklung
| Jahr                       | 1866 | 1886 | 1906 | 1926 | 1931 | 1962 | 1968 | 1975 | 1982 | 1990 | 1999 | 2006 | 2012 |
| Einwohner                  | 2420 | 2589 | 2137 | 2065 | 1727 | 1528 | 1469 | 1421 | 1289 | 1187 | 1108 | 1117 | 1306 |
| Quellen: Cassini und INSEE |      |      |      |      |      |      |      |      |      |      |      |      |      |

Die zunehmende Mechanisierung der Landwirtschaft führte zu einem Absinken der Einwohnerzahlen bis auf die Tiefststände jüngster Zeit.

## Sehenswürdigkeiten
Siehe: Liste der Monuments historiques in Le Vieux-Marché